# Brando, Haute-Corse
Brando är en kommun i departementet Haute-Corse på ön Korsika i Frankrike. Kommunen ligger i kantonen Sagro-di-Santa-Giulia som tillhör arrondissementet Bastia. År 2022 hade Brando 1 558 invånare.

## Befolkningsutveckling
Antalet invånare i kommunen Brando
Referens:INSEE